# Sold Out (Loboda)
Sold Out è il primo EP della cantante ucraina Loboda, pubblicato il 14 dicembre 2019 dalla Sony Music.

## Accoglienza
| Recensione | Giudizio |
| ---------- | -------- |
| InterMedia | 7/10     |

Secondo il critico musicale Guru Ken, in una recensione per NEWSmuz.com, ha trovato Sold Out la «pubblicazione di minor popolarità dell'artista», dichiarando che «non ha nemmeno un accenno alla presenza di un successo, anche se tutte le tracce, senza vita, seguono la moda».

## Tracce
1. Chirosima – 2:49 (Artem Ivanov, Anatolij Alekseev)
2. Novyj Rim – 3:47 (Artem Ivanov, Anatolij Alekseev)
3. Sinie volny – 3:25 (Artem Ivanov, Evgenij Bardačenko, Tomaš Lukač)
4. V zone riska – 3:24 (Denis Koval'skij)
5. Bon appétit – 3:30 (Anatolij Alekseev)
6. Skazočnyj dom – 4:10 (Artem Ivanov, Anatolij Alekseev)
7. Plochoj (feat. Ivanov) – 3:53 (Artem Ivanov)
8. #1 – 3:53 (Nikolaj Christov)
9. Insta (remix by Maruv) – 3:53 (Andrej Frolov, Michail Busin, Anna Korsun, Nikolaj Bikarev)

## Riconoscimenti
ZD Awards
- 2020 – Album dell'anno[10]